# Aquaria (együttes)
Az Aquaria egy szimfonikus metalt játszó brazil zenekar. A Rio de Janeiro-i együttes énekese az a Vitor Veiga, aki a szintén riói Endless sorait is erősíti. Eddig két albumuk készült el: 2005-ben a Luxaeterna, valamint 2007-ben a Shambala. Nevüket közvetlenül az első album kiadása előtt változtatták Aquariára, addig Uirapuru néven készítettek demókat.

## Tagok
- Vitor Veiga – ének
- Leo Gomes – gitár
- Fernando Giovannetti – basszusgitár
- Alberto Kury – billentyűk
- Bruno Agra – dobok

## Diszkográfia
- Luxaeterna (2005)
- Shambala (2007)